# Manny Pacquiao vs. Jeff Horn
Manny Pacquiao vs. Jeff Horn, publicitado como como "Batalla de Brisbane", fue un encuentro de boxeo programado para el campeonato de Peso wélter de la OMB. La pelea se llevó a cabo el 2 de julio de 2017, en el Suncorp Stadium en Brisbane, Queensland, Australia.
La pelea fue ganada por Horn en una decisión de la mayoría de 12 asaltos en frente de una multitud agotada de 50.000.

## Difusión
La pelea será transmitida como un pay-per-view en los países de origen de los luchadores de Australia y Filipinas, con los derechos, respectivamente, de Main Event y ABS-CBN.
En los Estados Unidos, la pelea se transmitirá en ESPN y ESPN Deportes (donde, debido a la diferencia de tiempo, se emitirá en la noche del 1 de julio). La pelea marcará un regreso de las promociones de Top Rank a ESPN; La promoción había ventilado previamente las luchas en ESPN a partir de 1980 a 1996, y el. Marcará la primera vez que una pelea de Pacquiao se transmitirá en un canal de cable básico no premium, en los Estados Unidos (las peleas anteriores de Pacquiao se transmitieron en gran parte a través de PPV). El evento fue reportado por The Ring para ser el primero en un contrato de dos años más grande con ESPN.

## Tarjeta de combates
- Jeff Horn derrotó a Manny Pacquiao
- Jerwin Ancajas derrotó a Teiru Kinoshita
- Damien Hooper derrotó a Umar Salamov
- David Toussaint derrotó a Shane Mosley Jr
- Brent Dames derrotó a Jonel Dapidran
- Michael Conlan derrotó a Jarrett Owen
- Brock Jarvis derrotó a Rasmanudin

## Patrocinadores
- UBET Archivado el 28 de junio de 2017 en Wayback Machine. - Official Wagering Sponsor[5]